# Dieter Amann
Dieter Amann (* 21. Oktober 1958 in Hohenems) ist ein ehemaliger österreichischer Skirennläufer. Sein größter Erfolg war der Gewinn der Abfahrtswertung im Europacup in der Saison 1979/80.

## Karriere
Amann begann schon früh mit dem Skisport und wurde von seinem Vater Rolf, einem Mitglied des Schivereins Hohenems und späteren Präsidenten des Vorarlberger Skiverbandes, entsprechend unterstützt. Seine schulische Ausbildung absolvierte er an der Sporthauptschule in Dornbirn und anschließend am Skigymnasium in Stams. Im Jahr 1979 wurde Amann in den B-Kader des Österreichischen Skiverbandes aufgenommen und kam im folgenden Winter zu regelmäßigen Einsätzen im Europacup. Mit zwei Siegen in den beiden Abfahrten von Haus, einem zweiten Platz in Laax und einem dritten Rang in Pila gewann Amann in der Saison 1979/80 die Abfahrtswertung im Europacup. Ab dem Winter 1980/81 startete er im Weltcup, erreichte aber nie die Punkteränge und wäre daher wieder in die Europacupmannschaft zurückgestuft worden. Doch Amann entschloss sich 1981 bereits zur Beendigung seiner Karriere.

## Sportliche Erfolge

### Europacup
- Saison 1979/80: 9. Gesamtwertung, 1. Abfahrtswertung
- Zwei Siege (beide Abfahrten in Haus 1979/80), ein zweiter und ein dritter Platz